# Takahashi Mitsuomi
Takahashi Mitsuomi (高橋 光臣 Takahashi Mitsuomi, Cao Kiều Quang Thần) (10 tháng 3 năm 1982) là một nam diễn viên Nhật Bản với vai diễn nổi tiếng là Satoru Akashi/BoukenRed trong chương trình GoGo Sentai Boukenger.

## Truyền hình
- Water Boys 2005 Natsu (Fuji TV, 2005)
- Anego (NTV, 2005) Rugby player, tập 3
- GoGo Sentai Boukenger (TV Asahi, 2006) Satoru Akashi/BoukenRed
- Hanazakari no Kimitachi e (Fuji TV, 2007) Mitsuomi Daikokucho
- Cho Ninja Tai Inazuma! chỉ một cảnh (Toei Video, 2007) Hayate
- Juuken Sentai Gekiranger vs Boukenger (phim điện ảnh truyền hình, 2008) Satoru Akashi/BoukenRed